# Sega Genesis
 Sega Genesis, được gọi là Mega Drive  khu vực bên ngoài Bắc Mỹ, là một máy chơi game video gia đình thế hệ thứ tư 16-bit do Sega phát triển và sản xuất. Genesis là hệ máy thứ ba của Sega và là phiên bản kế nhiệm của Master System. Sega phát hành nó với tên Mega Drive ở Nhật Bản vào năm 1988, và sau đó là Genesis ở Bắc Mỹ vào năm 1989. Năm 1990, máy được phân phối với tên Mega Drive bởi Virgin Mastertronic ở châu Âu, Ozisoft ở Australasia và Tec Toy ở Brazil. Tại Hàn Quốc, máy được Samsung phân phối với tên gọi Super Gam * Boy và sau đó là Super Aladdin Boy.
Được thiết kế bởi nhóm R&D do Hideki Sato và Masami Ishikawa giám sát, Genesis được điều chỉnh từ bo mạch điện tử System 16 của Sega, tập trung vào bộ vi xử lý Motorola 68000 làm CPU, Zilog Z80 làm bộ điều khiển âm thanh và hệ thống video hỗ trợ các sprites phần cứng, gạch và cuộn. Nó chơi một thư viện gồm hơn 900 trò chơi được tạo bởi Sega và một loạt các nhà xuất bản bên thứ ba được phân phối trên hộp mực dựa trên ROM. Một số tiện ích bổ sung đã được phát hành, bao gồm Bộ chuyển đổi Power Base để chơi các trò chơi Hệ thống chính. Nó được phát hành trong một số phiên bản khác nhau, một số được tạo ra bởi các bên thứ ba. Sega đã tạo ra hai dịch vụ mạng để hỗ trợ Genesis: Sega Meganet và Sega Channel.
Tại Nhật Bản, Mega Drive thua kém hai đối thủ cạnh tranh chính là Super Famicom của Nintendo và PC Engine của NEC (hay còn gọi là TurboGrafx-⁠16), nhưng đã đạt được thành công đáng kể ở Bắc Mỹ, Brazil và Châu Âu. Đóng góp vào thành công của máy là thư viện các bản chuyển thể trò chơi arcade, sự phổ biến của loạt Sonic the Hedgehog của Sega, một số game nhượng quyền thể thao nổi tiếng và hoạt động tiếp thị tích cực dành cho giới trẻ đã định vị hệ máy này là sự thú vị dành cho thanh thiếu niên. Việc phát hành tại Bắc Mỹ vào năm 1991 của Super Famicom, được đổi tên thành Super Nintendo Entertainment System, đã dẫn đến một cuộc chiến khốc liệt để giành thị phần ở Mỹ và châu Âu, vốn thường được các nhà báo và sử gia gọi là " cuộc chiến console ". Khi cuộc thi đua này thu hút sự chú ý ngày càng tăng của công chúng đến ngành công nghiệp trò chơi điện tử, Genesis và một số trò chơi nổi tiếng nhất của nó đã thu hút sự giám sát pháp lý đáng kể về các vấn đề liên quan đến tính đảo ngược về mặt kỹ thuật và bạo lực trò chơi điện tử. Tranh cãi xung quanh các trò chơi bạo lực như Night Trap và Mortal Kombat đã khiến Sega thành lập Hội đồng xếp hạng trò chơi điện tử - Videogame Rating Council, tiền thân của Hội đồng xếp hạng phần mềm giải trí - Entertainment Software Rating Board.
30,75 triệu máy Genesis của bên thứ nhất đã được bán trên toàn thế giới. Ngoài ra, Tec Toy đã bán ước tính khoảng ba triệu biến thể được cấp phép ở Brazil, Majesco dự kiến bán 1,5 triệu biến thể được cấp phép của hệ thống ở Mỹ và số lượng nhỏ hơn nhiều đã được Samsung bán ở Hàn Quốc. Đến giữa những năm 2010, bản phát hành Genesis lại của bên thứ ba được cấp phép vẫn được AtGames bán ở Bắc Mỹ và Châu Âu. Nhiều trò chơi đã được phát hành lại dưới dạng tổng hợp hoặc trên các dịch vụ trực tuyến như Nintendo Virtual Console, Xbox Live Arcade, PlayStation Network và Steam. Genesis được tiếp nối vào năm 1994 bởi hệ máy Sega Saturn.

## Lịch sử

### Phát triển

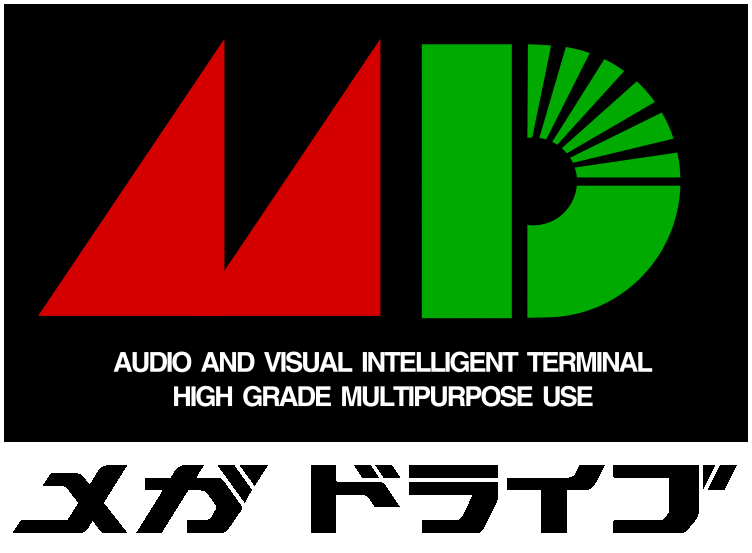
Biểu tượng Mega Drive của Nhật Bản

Vào đầu những năm 1980, Sega Enterprises, Inc. – khi đó là công ty con của Gulf + Western – là một trong năm nhà sản xuất trò chơi arcade hàng đầu đang hoạt động tại Mỹ, khi doanh thu của công ty vượt qua 200 triệu đô la từ tháng 7 năm 1981 đến tháng 6 năm 1982. Sự suy thoái trong lĩnh vực kinh doanh trò chơi điện tử bắt đầu từ năm 1982 đã khiến công ty bị ảnh hưởng nghiêm trọng, khiến Gulf + Western phải bán tổ chức sản xuất trò chơi điện tử ở Bắc Mỹ và quyền cấp phép trò chơi điện tử của mình cho Bally Manufacturing. Công ty vẫn duy trì hoạt động R&D ở Bắc Mỹ của Sega, cũng như công ty con ở Nhật Bản, Sega Enterprises, Ltd. Với việc kinh doanh máy chơi game đang sa sút, chủ tịch Hayao Nakayama của Sega Enterprises, Ltd. chủ trương rằng công ty tận dụng chuyên môn phần cứng của mình để tiến vào thị trường máy chơi game gia đình tại Nhật Bản, lúc đó vẫn còn sơ khai.
Nakayama đã nhận được sự cho phép để tiến hành dự án này, dẫn đến việc phát hành hệ thống trò chơi điện tử gia đình đầu tiên của Sega, SG-1000, vào tháng 7 năm 1983.  Trong khi nó đã bán được 160.000 chiếc ở Nhật Bản, vượt xa kỳ vọng của Sega,   doanh số bán hàng tại các cửa hàng bị thống trị bởi Famicom của Nintendo, được phát hành cùng ngày. Sega ước tính rằng Famicom bán chạy hơn SG-1000 với biên độ 10 ăn 1. SG-1000 đã được thay thế bằng Sega Mark III trong vòng hai năm. Trong khi đó, Gulf + Western bắt đầu tự thoái vốn khỏi các mảng kinh doanh không cốt lõi của mình sau cái chết của người sáng lập công ty Charles Bluhdorn, vì vậy Nakayama và cựu Giám đốc điều hành Sega David Rosen sắp xếp một vụ mua lại quyền quản lý của công ty con Nhật Bản vào năm 1984 với sự hỗ trợ tài chính từ CSK Corporation, một công ty phần mềm nổi tiếng của Nhật Bản. Nakayama sau đó được bổ nhiệm làm Giám đốc điều hành của Sega Enterprises, Ltd.
Năm 1986, Sega thiết kế lại Mark III để phát hành tại Bắc Mỹ với tên gọi Master System. Tiếp theo là bản phát hành ở châu Âu vào năm sau. Mặc dù Master System đã thành công ở châu Âu và sau đó là ở Brazil, nó đã không thu hút được sự quan tâm đáng kể ở thị trường Nhật Bản hoặc Bắc Mỹ, nơi mà từ giữa đến cuối những năm 1980, đều do Nintendo thống trị. Với việc Sega tiếp tục gặp khó khăn trong việc thâm nhập thị trường gia đình, nhóm R&D trên console của Sega, do Masami Ishikawa đứng đầu và Hideki Sato giám sát, đã bắt đầu làm việc cho phiên bản kế thừa Master System, gần như ngay sau khi console đó ra mắt.
Năm 1987, Sega phải đối mặt với một mối đe dọa khác đối với hoạt động kinh doanh máy chơi game của mình, khi gã khổng lồ máy tính Nhật Bản NEC phát hành PC Engine trong bối cảnh dư luận biến động. Để duy trì sức cạnh tranh với hai công ty điện tử tiêu dùng lâu đời hơn, Ishikawa và nhóm của anh quyết định họ cần kết hợp bộ vi xử lý 16 bit vào hệ thống mới của họ để tạo ra tác động trên thị trường và một lần nữa chuyển sang thế mạnh của Sega trong ngành công nghiệp arcade, để đem sự thích ứng của bo mạch điện tử Sega System 16 thành công vào trong kiến trúc của một máy chơi game gia đình.  Quyết định sử dụng Motorola 68000 làm CPU chính của hệ thống được đưa ra muộn trong quá trình phát triển, trong khi Zilog Z80 được sử dụng làm CPU phụ để xử lý âm thanh do lo ngại rằng CPU chính sẽ chịu tải quá lớn nếu nó xử lý cả hình ảnh và âm thanh.  Con chip 68000 đắt và sẽ khiến giá bán lẻ của máy tăng lên rất nhiều, nhưng Sega đã có thể thương lượng với một nhà phân phối với giá bằng một phần mười nếu đặt hàng số lượng lớn trước, với lời hứa sẽ có nhiều đơn đặt hàng hơn trong tương lai nếu hệ máy thành công.
Sự xuất hiện của Mega Drive được thiết kế bởi một nhóm do Mitsushige Shiraiwa dẫn đầu, lấy cảm hứng từ thiết bị audiophile và ô tô. Shiraiwa cho biết vẻ ngoài già dặn hơn này đã giúp Mega Drive hướng đến mọi lứa tuổi, không giống như Famicom, chủ yếu nhắm vào trẻ em. Theo Sato, thiết kế của Nhật Bản dành cho Mega Drive dựa trên hình dáng của một máy nghe nhạc, với "16-bit" được in nổi trên lớp vỏ kim loại màu vàng để tạo ấn tượng về quyền lực.
Hệ máy được công bố trên tạp chí game Nhật Bản Beep! với tư cách là Mark V, nhưng ban quản lý Sega muốn một cái tên mạnh mẽ hơn. Sau khi xem xét hơn 300 đề xuất, công ty đã quyết lấy "Mega Drive". Ở Bắc Mỹ, tên được đổi thành "Genesis".  Rosen cho biết anh nhấn mạnh vào cái tên này vì không thích "Mega Drive" và muốn đại diện cho "một khởi đầu mới". Sato cho biết một số yếu tố thiết kế đã thay đổi, chẳng hạn như từ ngữ "16-bit" màu vàng, vì người ta tin rằng màu này sẽ bị nhầm với màu vàng. Ông tin rằng những thay đổi trong thiết kế là đại diện cho sự khác biệt về giá trị giữa văn hóa Nhật Bản và Mỹ.

### Phát hành

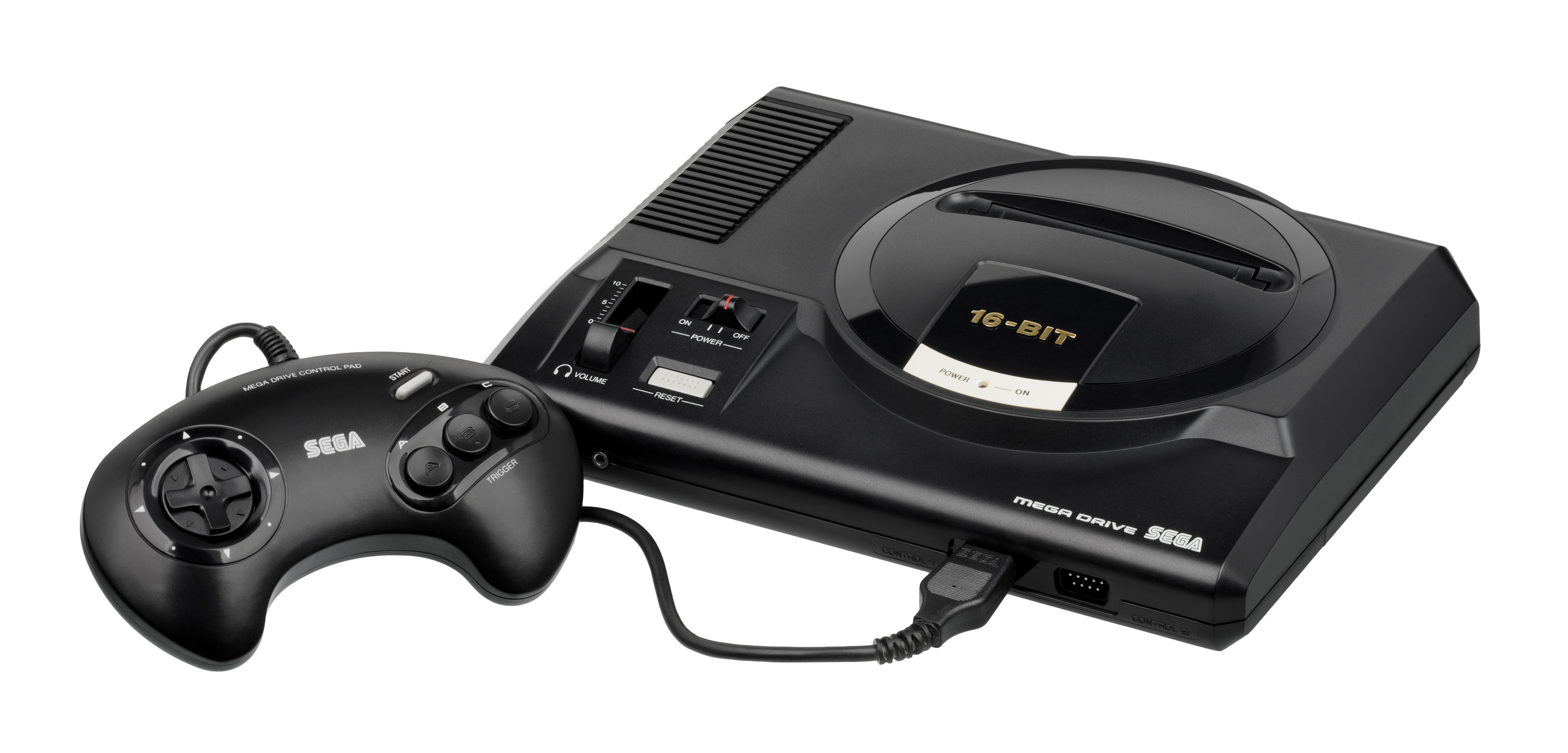
Phiên bản PAL châu Âu của Mega Drive ra mắt vào năm 1990, sau đó trở thành máy chơi game thế hệ thứ tư bán chạy nhất ở châu Âu.

Sega phát hành Mega Drive tại Nhật Bản vào ngày 29 tháng 10 năm 1988, mặc dù sự ra mắt đã bị lu mờ bởi việc Nintendo phát hành Super Mario Bros. 3 một tuần trước đó. Các bài báo tích cực từ tạp chí Famitsu và Beep! giúp tạo dựng được lượng người theo dõi, nhưng Sega chỉ xuất xưởng 400.000 máy trong năm đầu tiên. Để tăng doanh số bán hàng, Sega đã phát hành nhiều thiết bị ngoại vi và trò chơi khác nhau, bao gồm cả hệ thống ngân hàng trực tuyến và máy trả lời tự động gọi là Sega Mega Anser.  Tuy nhiên, Mega Drive đã không thể vượt qua Famicom đáng kính  và vẫn đứng thứ ba ở Nhật Bản sau Super Famicom của Nintendo và PC Engine của NEC trong suốt kỷ nguyên 16-bit.
Sega đã công bố ngày phát hành ở Bắc Mỹ là ngày 9 tháng 1 năm 1989. Vào thời điểm đó, Sega không tổ chức bán hàng hay lên kế hoạch tiếp thị ở Bắc Mỹ và đang phân phối Master System thông qua Tonka. Không hài lòng với hiệu suất của Tonka, Sega đã tìm kiếm một đối tác mới để tiếp thị Genesis ở Bắc Mỹ và đề nghị quyền cho Atari Corporation, dù chưa có hệ thống 16-bit. David Rosen đã đưa ra đề xuất với CEO của Atari là Jack Tramiel và chủ tịch Entertainment Electronics Division của Atari, Michael Katz. Tramiel đã từ chối mua hệ máy mới, cho rằng nó quá đắt, và thay vào đó chọn tập trung vào Atari ST. Sega quyết định tung ra máy thông qua công ty con Sega of America của riêng mình, thực hiện một đợt ra mắt giới hạn vào ngày 14 tháng 8 năm 1989, tại thành phố New York và Los Angeles. Genesis đã được phát hành ở phần còn lại của Bắc Mỹ vào cuối năm đó.
Phiên bản châu Âu được phát hành vào tháng 9 năm 1990,  với mức giá £ 189,99.   Việc phát hành được xử lý bởi Virgin Mastertronic, sau đó được Sega mua lại vào năm 1991 và trở thành Sega of Europe. Các trò chơi như Space Harrier II, Ghouls 'n Ghosts, Golden Axe,  Super Thunder Blade và The Revenge of Shinobi có sẵn trong các cửa hàng khi ra mắt. Máy cũng được đóng gói với Altered Beast.  Mega Drive và loạt trò chơi đầu tiên của nó đã được trình chiếu tại European Computer Entertainment Show (ECES) năm 1990 ở Earl's Court.  Từ tháng 7 đến tháng 8 năm 1990, Virgin ban đầu đặt hàng 20.000 máy Mega Drive. Tuy nhiên, công ty đã tăng đơn đặt hàng thêm 10.000 khi số đơn đặt hàng nâng cao vượt quá mong đợi và 10.000 máy khác sau đó đã được bổ sung sau thành công tại sự kiện ECES. Số lượng máy dự kiến sẽ được bán từ tháng 9 đến tháng 12 năm 1990 cuối cùng đã tăng lên 40.000 chỉ riêng tại Anh.
Các công ty khác đã hỗ trợ phân phối đến các quốc gia khác nhau trên toàn thế giới. Ozisoft xử lý việc ra mắt và tiếp thị Mega Drive ở Úc, như đã từng làm với Master System. Tại Brazil, Mega Drive được Tectoy phát hành vào năm 1990, chỉ một năm sau khi phát hành Master System ở Brazil. Tectoy sản xuất trò chơi dành riêng cho thị trường Brazil và đưa dịch vụ trực tuyến Sega Meganet đến đó vào năm 1995.  Tại Ấn Độ, Sega đã ký hợp đồng phân phối với Shaw Wallace vào tháng 4 năm 1994  để lách thuế nhập khẩu 80%, với mỗi chiếc được bán với giá 18.000 INR.   Samsung xử lý việc bán hàng và phân phối tại Hàn Quốc, nơi nó được đặt tên là Super Gam * Boy và giữ lại biểu tượng Mega Drive cùng với tên Samsung.  Sau đó nó được đổi tên thành Super Aladdin Boy.

### Bán hàng và tiếp thị ở Bắc Mỹ
Đối với thị trường Bắc Mỹ, cựu chủ tịch Atari Corporation Entertainment Electronics Division và CEO mới của Sega of America, Michael Katz, đã thiết lập phương pháp tiếp cận hai phần để xây dựng doanh số bán hàng trong khu vực. Phần đầu tiên liên quan đến một chiến dịch tiếp thị nhằm thách thức Nintendo và nhấn mạnh trải nghiệm trò chơi điện tử chân thật hơn trên Genesis, tóm tắt bằng các khẩu hiệu bao gồm "Genesis làm những gì Nintendo không làm".  Vì Nintendo sở hữu bản quyền đối với hầu hết các trò chơi arcade vào thời điểm đó, nên phần thứ hai liên quan đến việc tạo ra một thư viện các trò chơi có thể nhận ra ngay lập tức, sử dụng tên và hình tượng của những người nổi tiếng và vận động viên như Pat Riley Basketball, Arnold Palmer Tournament Golf, James 'Buster' Douglas Knockout Boxing, Joe Montana Football, Tommy Lasorda Baseball, Mario Lemieux Hockey và Michael Jackson's Moonwalker. Tuy nhiên, máy đã gặp rất nhiều khó khăn để vượt qua sự hiện diện phổ biến của Nintendo trong nhà của người dùng. Được Nakayama giao nhiệm vụ bán một triệu máy trong năm đầu tiên, Katz và Sega của Mỹ chỉ bán được 500.000.
Vào giữa năm 1990, Nakayama thuê Tom Kalinske thay thế Katz làm CEO của Sega of America. Mặc dù ban đầu Kalinske biết rất ít về thị trường trò chơi điện tử, nhưng quanh ông luôn có những cố vấn am hiểu về ngành công nghiệp. Là người tin tưởng vào mô hình kinh doanh sắc bén và lưỡi lam, ông đã phát triển một kế hoạch gồm 4 điểm: giảm giá máy chơi game, thành lập một nhóm có trụ sở tại Mỹ để phát triển các trò chơi nhắm mục tiêu đến thị trường Mỹ, tiếp tục và mở rộng các chiến dịch quảng cáo rầm rộ và thay thế trò chơi đi kèm Altered Beast với một trò chơi mới, Sonic the Hedgehog. Ban giám đốc Nhật Bản ban đầu không chấp thuận kế hoạch, nhưng cả bốn điểm đều được Nakayama chấp thuận, rồi nói với Kalinske, "Tôi đã thuê anh đưa ra quyết định cho châu Âu và châu Mỹ, vì vậy hãy tiếp tục và thực hiện nó."  Các tạp chí ca ngợi Sonic là một trong những trò chơi hay nhất từng được tạo ra và hệ máy chơi game của Sega cuối cùng đã thành công khi những khách hàng trong lúc chờ đợi sự ra mắt phiên bản quốc tế của Super Famicom, Supper Nintendo Entertaonment System (SNES), đã quyết định mua Genesis thay thế.  Hệ máy của Nintendo đã ra mắt trước một đối thủ cạnh tranh lâu đời, trong khi TurboGrafx-16 của NEC không đạt được sức hút và NEC sớm rút khỏi thị trường. Một phần lớn là do sự phổ biến của Sonic the Hedgehog, Genesis đã bán chạy hơn SNES ở Mỹ gần như 2-1 trong mùa lễ năm 1991. Thành công này dẫn đến việc Sega có quyền kiểm soát 65% thị trường máy chơi game 16-bit vào tháng 1 năm 1992, đây là lần đầu tiên Nintendo không phải là công ty dẫn đầu kể từ tháng 12 năm 1985.
Để cạnh tranh với Nintendo, Sega cởi mở hơn với các thể loại trò chơi mới so với đối thủ, nhưng vẫn kiểm soát chặt chẽ quy trình phê duyệt các trò chơi của bên thứ ba và tính giá cao cho việc sản xuất hộp băng. Các kỹ thuật viên từ nhà xuất bản trò chơi điện tử bên thứ ba của Mỹ là Electronic Arts (EA) đã thiết kế ngược Genesis vào năm 1989, sau gần một năm đàm phán với Sega, trong đó EA yêu cầu một thỏa thuận cấp phép tự do hơn so với tiêu chuẩn trong ngành trước khi phát hành trò chơi.  Kỹ thuật đảo ngược phòng sạch do Steve Hayes và Jim Nitchals lãnh đạo, kéo dài vài tháng trước khi EA bí mật bắt đầu phát triển trò chơi.  Người sáng lập EA, Trip Hawkins đối mặt với Nakayama về thông tin này một ngày trước Triển lãm Điện tử Tiêu dùng (CES) năm 1990, lưu ý rằng EA có khả năng chạy chương trình được cấp phép của riêng mình nếu Sega từ chối đáp ứng các yêu cầu của họ. Sega hài lòng và ngày hôm sau các trò chơi Genesis sắp tới của EA đã được giới thiệu tại CES.  EA đã ký cái mà Hawkins mô tả là "một thỏa thuận cấp phép rất bất thường và tuyệt vời hơn nhiều" với Sega vào tháng 6 năm 1990: "Trong số những thứ khác, chúng tôi có quyền tạo ra bao nhiêu tựa game tùy thích. Chúng tôi có thể phê duyệt tiêu đề của riêng mình... mức phí bản quyền hợp lý hơn rất nhiều. Chúng tôi cũng có nhiều quyền kiểm soát trực tiếp hơn đối với việc sản xuất. "  Sau khi thỏa thuận được thực hiện, giám đốc sáng tạo của EA, Bing Gordon đã biết được rằng "chúng tôi chưa tìm ra tất cả các giải pháp thay thế" và "Sega vẫn có khả năng khóa chúng tôi lại," lưu ý "Đó chỉ là một sự thất bại trong quan hệ công chúng.. "  EA đã phát hành hai trò chơi Genesis đầu tiên, Populous và Budokan: The Martial Spirit, trong tháng.  Phiên bản Genesis đầu tiên của John Madden Football của EA đến trước cuối năm 1990,  và trở thành cái mà Gordon gọi là " ứng dụng sát thủ " cho hệ thống.  Tận dụng thỏa thuận cấp phép, Gordon và phó chủ tịch dịch vụ tiếp thị của EA, Nancy Fong đã tạo ra một mã nhận dạng trực quan cho hộp băng Genesis của EA: Một sọc màu vàng ở bên trái được thêm vào trong quá trình sản xuất.
Sega đã có thể bán chạy hơn Nintendo bốn mùa Giáng sinh liên tiếp  do Genesis dẫn đầu hai năm, mức giá thấp hơn và thư viện trò chơi lớn hơn so với SNES khi phát hành. Sega có mười trò chơi cho mỗi trò chơi trên SNES và trong khi SNES có phiên bản Final Fight độc quyền, một trong những nhóm phát triển nội bộ của Sega đã tạo ra Streets of Rage, có cấp độ lớn hơn, kẻ địch khó nhằn hơn và nhạc nền được đánh giá cao.  ASCII Entertainment đã báo cáo vào đầu năm 1993 rằng Genesis có 250 trò so với 75 trò SNES, nhưng không gian kệ hạn chế có nghĩa là các cửa hàng thường trưng bày 100 trò Genesis và 50 trò SNES. NES vẫn dẫn đầu với 300 trò và 100 trò trên kệ.
Quảng cáo của Sega đã định vị Genesis là bảng điều khiển hấp dẫn hơn, và đặt ra thuật ngữ xử lý vụ nổ, một phương pháp lập trình đồ họa ít người biết đến và không được sử dụng, để gợi ý rằng khả năng xử lý của nó lớn hơn nhiều so với SNES. Một nhóm tập trung của Sony phát hiện ra rằng các nam thiếu niên sẽ không thừa nhận sở hữu SNES, hơn là Genesis. Với việc Genesis thường bán chạy hơn SNES với tỷ lệ 2:1,  Nintendo và Sega đều tập trung rất nhiều vào việc quản lý độ ấn tượng của thị trường, thậm chí đến mức lừa dối, Nintendo tuyên bố họ đã bán được nhiều máy chơi game hơn vào năm 1991 so với số thực và dự báo sẽ bán được 6 triệu máy vào cuối năm 1992, trong khi thực tế ở Mỹ vào cuối năm 1992 chỉ có hơn 4 triệu. Do những chiến thuật này, rất khó để xác định người dẫn đầu rõ ràng về thị phần trong vài năm tại một thời điểm, với thị phần đô la của Nintendo trên thị trường 16 bit của Mỹ giảm từ 60% vào cuối năm 1992 xuống còn 37% vào cuối năm năm 1993,  Sega tuyên bố chiếm 55% tổng doanh số phần cứng 16-bit trong năm 1994, và Donkey Kong Country giúp SNES bán chạy hơn Genesis từ 1995 đến 1997. Theo một nghiên cứu năm 2004 về dữ liệu bán hàng của NPD, Genesis đã có thể duy trì vị trí dẫn đầu so với Super NES trong thị trường 16 bit của Mỹ. Tuy nhiên, theo một báo cáo của Wedbush Securities năm 2014 dựa trên dữ liệu bán hàng NPD đã sửa đổi, SNES bán chạy hơn Genesis tại thị trường Mỹ.

### Sonic the Hedgehog
Sega đã tổ chức một cuộc thi quy mô toàn công ty nhằm tạo ra một nhân vật linh vật để cạnh tranh với dòng game Mario của Nintendo. Tác phẩm chiến thắng là một chú nhím xanh với đôi giày đỏ, Sonic, được tạo ra bởi Naoto Ohshima, sinh ra một trong những nhượng quyền trò chơi điện tử bán chạy nhất trong lịch sử.   Gameplay của Sonic the Hedgehog bắt nguồn từ bản demo công nghệ được tạo ra bởi Yuji Naka, người đã phát triển một trò chơi platform nguyên mẫu liên quan đến một nhân vật di chuyển nhanh, lăn trong một quả bóng, qua một ống dài. Ý tưởng này được phát triển, với thiết kế và cấp độ nhân vật của Ohshima do nhà thiết kế Hirokazu Yasuhara trình bày.
Mặc dù Katz và các chuyên gia tiếp thị của Sega of America không thích Sonic, họ chắc chắn rằng nó sẽ không phù hợp với hầu hết trẻ em Mỹ, Chiến lược của Kalinske là gói sẵn Sonic the Hedgehog vào chung với máy đã được đền đáp. Sonic the Hedgehog đã làm tăng đáng kể sự phổ biến của Genesis ở Bắc Mỹ, và gói này được ghi nhận là đã giúp Sega giành được 65% thị phần so với Nintendo.

### Hệ thống bảo mật nhãn hiệu vàSega v.Accolade
Sau khi phát hành Genesis vào năm 1989, nhà phát hành trò chơi điện tử Accolade bắt đầu tìm tòi các khả năng để phát hành một số PC games của họ trên máy. Vào thời điểm đó, Sega đã có thỏa thuận cấp phép cho các nhà phát triển bên thứ ba, điều này làm tăng chi phí. Theo đồng sáng lập Accolade, Alan Miller, "Một người trả cho họ từ 10 đến 15 đô la cho mỗi hộp băng trên chi phí sản xuất phần cứng thực tế, do đó, nó sẽ làm tăng gấp đôi chi phí của nhà xuất bản độc lập."  Để giải quyết vấn đề cấp phép, Accolade đã chọn tìm một cách thay thế cho việc đưa các trò chơi của họ đến với Genesis. Bằng cách mua một cái để dịch ngược mã thực thi của ba trò chơi Genesis. Thông tin đó được sử dụng để lập trình các hộp băng Genesis mới của họ theo cách cho phép họ có thể vô hiệu hóa các khóa bảo mật trên Genesis đã ngăn không cho chơi các trò chơi không có giấy phép. Chiến lược này đã được sử dụng thành công để đưa Ishido: The Way of StonesCon đường của những viên đá lên máy vào năm 1990. Để làm như vậy, Accolade đã sao chép mã trò chơi có bản quyền của Sega nhiều lần để thiết kế ngược phần mềm của các trò chơi Genesis được cấp phép của Sega.

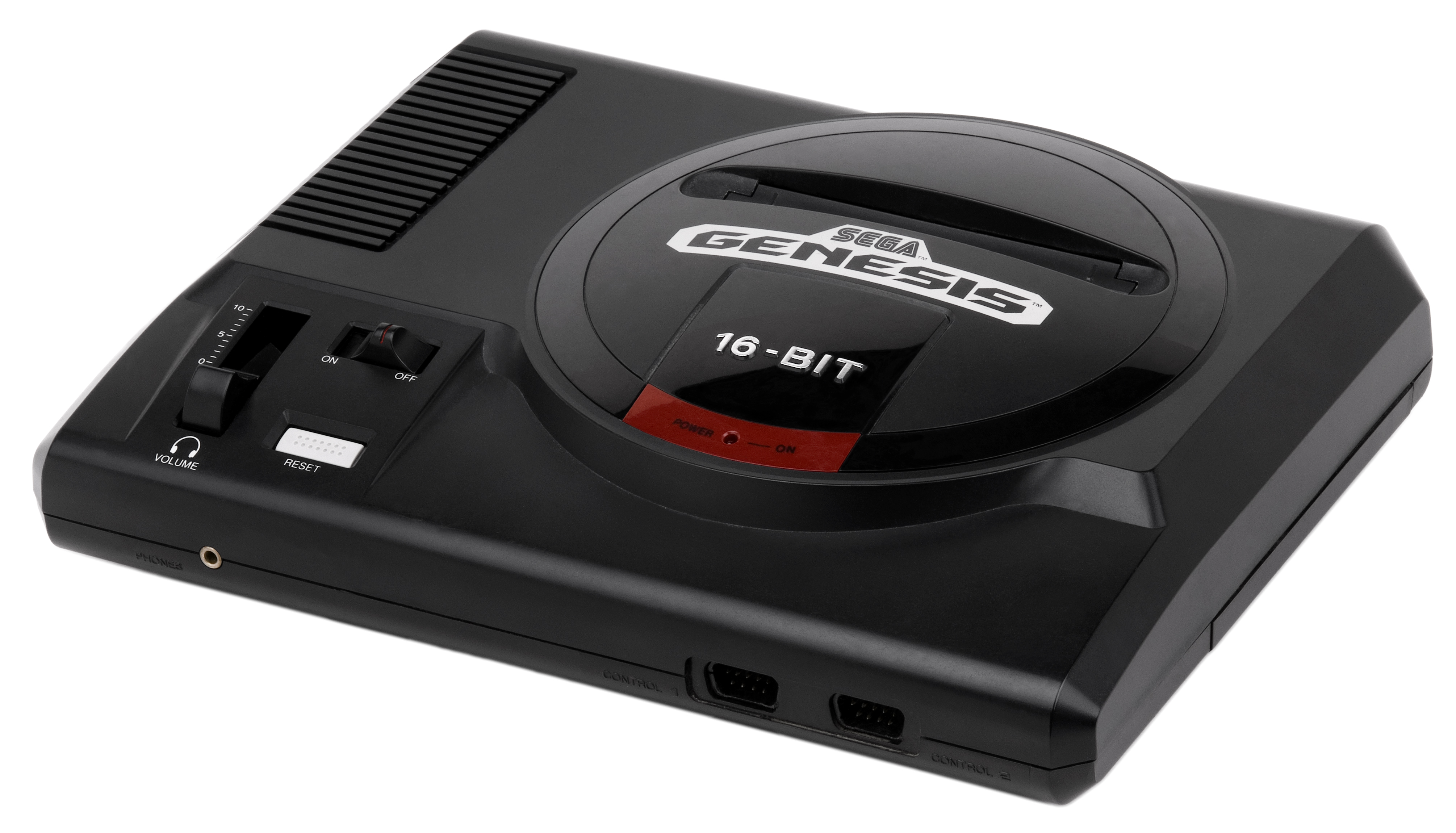
Một phiên bản gốc của Genesis, được gọi là Genesis III, là mô hình ở trung tâm của SSega v. Accolade vì đã tích hợp Hệ thống Bảo mật Nhãn hiệu (TMSS).

Do vi phạm bản quyền ở một số quốc gia và các vấn đề phát triển không được cấp phép, Sega đã kết hợp cơ chế bảo vệ kỹ thuật vào một phiên bản Genesis mới được phát hành vào năm 1990, được gọi là Genesis III. Biến thể mới này của Genesis bao gồm một mã được gọi là Hệ thống bảo mật nhãn hiệu - Trademark Security System (TMSS), khi hộp băng game được lắp vào, sẽ kiểm tra sự hiện diện của chuỗi "SEGA" tại một điểm cụ thể trong bộ nhớ chứa trong băng. Nếu có chuỗi, máy sẽ chạy trò chơi và hiển thị ngắn gọn thông báo: " Produced by or under license from Sega Enterprises, Ltd.  "  Hệ thống này có tác dụng gấp đôi: bổ sung khả năng bảo vệ chống lại các nhà phát triển không có giấy phép và vi phạm bản quyền phần mềm, đồng thời buộc nhãn hiệu Sega hiển thị khi trò chơi được khởi động, khiến cho việc khởi kiện khi vi phạm nhãn hiệu có thể xảy ra nếu phần mềm không có giấy phép được phát triển. Accolade đã biết về sự phát triển này tại   Triển lãm Điện tử Tiêu dùng Mùa đông - Winter Consumer Electronics Show vào tháng 1 năm 1991, nơi Sega ra mắt Genesis III mới và chứng minh việc nó tự sàng lọc và từ chối hộp băng game Ishido.  Với nhiều trò chơi được lên kế hoạch cho năm sau, Accolade đã xác định thành công tệp TMSS. Sau đó thêm tệp này vào trò chơi HardBall!, Star Control, Mike Ditka Power Football, và Turrican.
Để phản đối việc tạo ra những trò chơi không có giấy phép này, Sega đã đệ đơn kiện Accolade lên - United States District Court for the Northern District of California, với tội danh vi phạm nhãn hiệu, cạnh tranh không lành mạnh và vi phạm bản quyền. Đáp lại, Accolade đã đệ đơn phản đối vì làm sai lệch nguồn trò chơi của mình bằng cách hiển thị nhãn hiệu Sega khi trò chơi được khởi động. Mặc dù ban đầu tòa án quận đã ra phán quyết cho Sega và ban hành lệnh cấm Accolade tiếp tục thiết kế ngược Genesis, Accolade đã kháng cáo phán quyết lên United States Court of Appeals for the Ninth Circuit.
Kết quả của việc kháng cáo, Ninth Circuit đã lật lại phán quyết của tòa án quận và phán quyết rằng việc Accolade dịch ngược phần mềm Sega được coi là sử dụng hợp pháp. Ý kiến bằng văn bản của tòa án được đưa ra vào ngày 20 tháng 10 năm 1992, và lưu ý rằng việc sử dụng phần mềm là không hề bóc lột, mặc dù mang tính thương mại. Hơn nữa, tòa án phát hiện rằng hành vi vi phạm nhãn hiệu, được yêu cầu bởi TMSS để trò chơi Genesis chạy trên hệ thống, đã vô tình được kích hoạt bởi một hành vi sử dụng hợp pháp và đó là lỗi của Sega vì đã làm cho nhãn bi6 sai.  Cuối cùng, Sega và Accolade đã giải quyết vụ việc vào ngày 30 tháng 4 năm 1993. Là một phần của thỏa thuận này, Accolade đã trở thành bên được cấp phép chính thức của Sega, sau đó đã phát triển và phát hành Barkley Shut Up and Jam! trong khi theo giấy phép. Các điều khoản của việc cấp phép, bao gồm cả việc có hay không bất kỳ thỏa thuận hoặc giảm giá đặc biệt nào được thực hiện cho Accolade, đều không được công bố rộng rãi. Các điều khoản tài chính của thỏa thuận cũng không được tiết lộ, mặc dù cả hai công ty đã đồng ý thanh toán các chi phí pháp lý của riêng họ.

### Phiên điều trần của Quốc hội về bạo lực trò chơi điện tử

Xếp hạng VRC MA-13, được áp dụng cho Mortal Kombat for the Genesis

Năm 1993, giới truyền thông Mỹ bắt đầu tập trung vào nội dung dành cho người trưởng thành của một số trò chơi điện tử nhất định. Các trò chơi như Night Trap trên Sega CD, một tiện ích bổ sung, nhận được sự quan tâm kỹ lưỡng chưa từng có. Các vấn đề về Night Trap đã được đưa ra ở Anh, với cựu giám đốc phát triển Sega of Europe, Mike Brogan, lưu ý rằng " Night Trap đã khiến Sega bị bàn tán rất nhiều... nó cũng đã được trích dẫn trong Quốc hội Anh vì được phân loại là '15' do sử dụng các diễn viên thực. "  Điều này xảy ra vào thời điểm Sega đang tận dụng hình ảnh của mình như một công ty sắc sảo với thái độ khác biệt, và điều này càng củng cố hình ảnh đó. Cho đến nay, trò chơi gây tranh cãi nhất năm vẫn là Mortal Kombat của Midway, được Acclaim Entertainment chuyển sang Genesis và SNES. Trước sự phản đối kịch liệt của công chúng về bạo lực trong game, Nintendo đã quyết định thay máu trong trò chơi bằng "mồ hôi" và những "cái chết" ghê rợn của game arcade bằng những đòn kết liễu ít bạo lực hơn. Sega đã thực hiện một cách tiếp cận khác, thiết lập hệ thống xếp hạng trò chơi điện tử đầu tiên của Mỹ, Hội đồng trò chơi điện tử - Videogame Rating Council(VRC), cho tất cả các hệ máy hiện tại. Xếp hạng dao động từ GA thân thiện với gia đình cho đến dành cho người trưởng thành hơn là MA-13 và chỉ dành cho người lớn là MA-17.  Với hệ thống đánh giá này, Sega đã phát hành phiên bản Mortal Kombat của chính mình, gần như loại bỏ tất cả các hiệu ứng đổ máu, mồ hôi và giảm bớt các động tác kết liễu thậm chí còn nhiều hơn so với phiên bản SNES. Tuy nhiên, tất cả máu của trò chơi và các động tác kết liễu không bị kiểm duyệt có thể được kích hoạt bằng cách nhập "Mã máu" (Blood Code). Tính năng này cho phép Sega phát hành trò chơi với xếp hạng MA-13. Trong khi đó, phiên bản SNES được xuất xưởng mà không có xếp hạng.
Phiên bản Genesis của Mortal Kombat đã được những tạp chí game cũng như người hâm mộ đón nhận nồng nhiệt, bán chạy hơn phiên bản SNES tới ba hoặc bốn đối một, trong khi Nintendo bị chỉ trích vì kiểm duyệt phiên bản SNES. Phó chủ tịch điều hành Nintendo of America Howard Lincoln đã nhanh chóng chỉ ra sự khác biệt tại các buổi điều trần rằng Night Trap không có xếp hạng như vậy, nói với Thượng nghị sĩ Joe Lieberman:
Furthermore, I can't let you sit here and buy this nonsense that this Sega Night Trap game was somehow only meant for adults.  The fact of the matter is this is a copy of the packaging. There was no rating on this game at all when the game was introduced. Small children bought this at Toys "R" Us, and he knows that as well as I do. When they started getting heat about this game, then they adopted the rating system and put ratings on it.

Đáp lại, phó chủ tịch Sega of America là Bill White đã chiếu một đoạn video về các trò chơi điện tử bạo lực trên SNES và nhấn mạnh tầm quan trọng của việc xếp hạng các trò chơi điện tử. Vào cuối phiên điều trần, Lieberman kêu gọi một cuộc điều trần khác vào tháng 2 năm 1994 để kiểm tra tiến độ đối với hệ thống xếp hạng về bạo lực trong trò chơi điện tử.
Theo kết quả của các cuộc điều trần trước quốc hội, Night Trap bắt đầu nâng mức doanh thu của hãng lên và phát hành các phiên bản chuyển thế lên PC, Sega 32X và 3DO. Theo Tom Zito, người sáng lập Digital Pictures, "Bạn biết đấy, tôi đã bán được tới 50.000 bản Night Trap một tuần sau những phiên điều trần đó."  Mặc dù doanh thu tăng lên, Sega quyết định thu hồi Night Trap và phát hành lại sau khi sửa đổi vào năm 1994 sau các cuộc điều trần của quốc hội. Sau khi kết thúc phiên điều trần, các nhà sản xuất trò chơi điện tử đã cùng nhau thiết lập hệ thống xếp hạng mà Lieberman đã kêu gọi. Ban đầu, Sega đề xuất áp dụng rộng rãi trên hệ máy của mình, nhưng sau khi bị Nintendo và những người khác phản đối, Sega đã nắm lấy vai trò hình thành một hệ thống mới. Điều này đã trở thành Hội đồng đánh giá phần mềm giải trí - Entertainment Software Rating Board, một tổ chức độc lập mà Lieberman hết lời khen ngợi.  Với hệ thống xếp hạng mới này được áp dụng cho kỳ nghỉ lễ năm 1994, Nintendo quyết định không còn cần đến các chính sách kiểm duyệt của họ nữa và phiên bản chuyển lên SNES của Mortal Kombat II đã được phát hành mà không bị kiểm duyệt.

### Kỷ nguyên 32 bit và hơn thế nữa
Để kéo dài tuổi thọ của Genesis, Sega đã phát hành hai tiện ích bổ sung để tăng khả năng của nó: thiết bị ngoại vi dựa trên CD được gọi là Sega CD (Mega-CD bên ngoài Bắc Mỹ) và thiết bị ngoại vi 32 bit được gọi là Sega 32X. Tính trên toàn thế giới, 2,24 triệu đơn vị Sega CD đã được bán, và 800.000 đơn vị 32X.
Sau màn của Sony PlayStation 32-bit thế hệ tiếp theo và Sega Saturn, doanh số bán phần cứng và phần mềm 16-bit tiếp tục chiếm 64% thị trường trò chơi điện tử vào năm 1995.  Sega đã đánh giá thấp sự phổ biến liên tục của Genesis và không có đủ hàng tồn kho để đáp ứng nhu cầu về sản phẩm.   Sega đã chiếm 43% thị phần đô la của thị trường trò chơi điện tử ở Mỹ và tuyên bố đã bán được hơn hai triệu máy Genesis vào năm 1995, trong khi phần mềm của Genesis như Vectorman vẫn rất thành công, nhưng Kalinske ước tính rằng "chúng tôi có thể đã bán được 300.000 máy Genesis khác trong khung thời gian tháng 11 / tháng 12. "  Quyết định của Nakayama tập trung vào Saturn thay vì Genesis, dựa trên hiệu suất tương đối của các hệ máy ở Nhật Bản, được coi là yếu tố góp phần chính trong tính toán sai lầm này.  Ngược lại, Nintendo tập trung vào thị trường máy chơi game gia đình 16-bit, cũng như thiết bị cầm tay thành công của hãng, Game Boy. Kết quả là Nintendo chiếm 42% thị phần trò chơi điện tử mà không cần tung ra máy chơi game 32-bit để cạnh tranh trực tiếp với PlayStation hoặc Saturn. Sau những căng thẳng với Sega Enterprises, Ltd. về việc tập trung vào Saturn, Kalinske, người đã tiên liệu sự phất lên của Genesis vào năm 1991, đã không còn quan tâm đến công việc kinh doanh và từ chức vào giữa năm 1996.
Sega bán được 30,75 triệu Genesis trên toàn thế giới. Trong số này, 3,58 triệu đã được bán ở Nhật Bản, doanh số ở Châu Âu và Mỹ ước tính khoảng 8 triệu  và 18–18,5 tính đến tháng 6 năm 1997 (lúc đó Sega không còn sản xuất máy nữa) tương ứng. Năm 1998, Sega cấp phép Genesis cho Majesco Entertainment ở Bắc Mỹ để hãng này có thể phát hành lại hệ máy này. Majesco bắt đầu bán lại hàng triệu băng chưa từng được bán trước đây với giá bình dân, cùng với 150.000 máy thuộc mẫu thứ hai của Genesis. Hãng cũng phát hành Genesis 3, dự kiến bán 1,5 triệu máy vào cuối năm 1998.  Tectoy tiếp tục bán các biến thể giả lập của phần cứng gốc và ước tính đã bán được 3 triệu Genesis, bao gồm cả các biến thể, ở Brazil.

## Thông số kỹ thuật

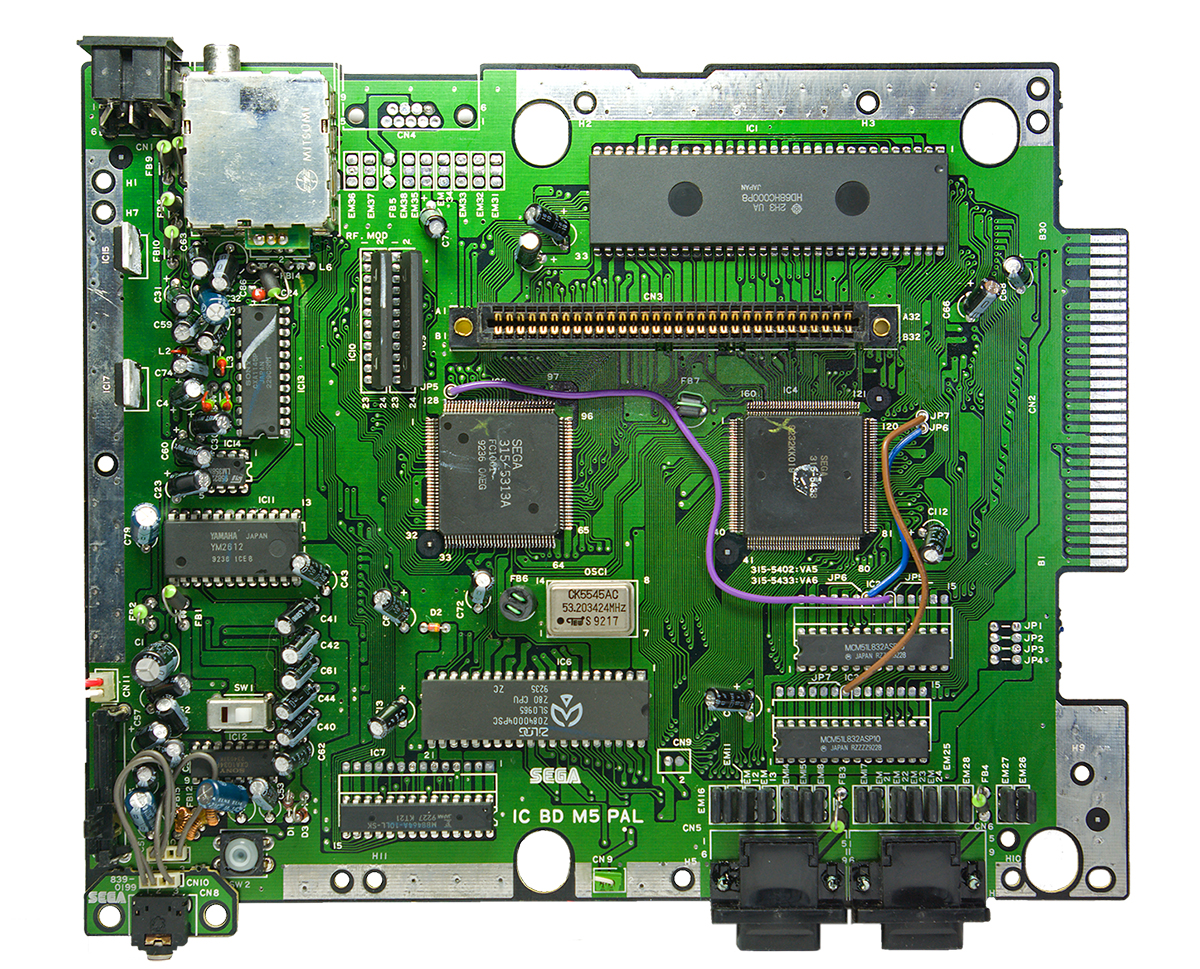
Mainboard Mega Drive Châu Âu

Bộ vi xử lý chính là CPU Motorola 68000 16/32-bit tốc độ 7,6 MHz. Bộ xử lý Zilog Z80 8-bit kiểm soát phần cứng âm thanh và cung cấp khả năng tương thích ngược với Master System. Hệ thống có 72 kB RAM, 64 kB RAM video và có thể hiển thị tới 61 màu  cùng một lúc từ bảng màu 512. Các trò chơi có định dạng hộp băng ROM và được gắn vào trên cùng.
Hệ thống tạo ra âm thanh bằng cách sử dụng Texas Instruments SN76489 PSG, được tích hợp với Bộ xử lý hiển thị video (VDP) và chip tổng hợp Yamaha YM2612 FM. Bộ xử lý Z80 chủ yếu được sử dụng để điều khiển cả chip âm thanh để tạo ra âm thanh nổi và hiệu ứng âm thanh. Hầu hết các bản sửa đổi của hệ thống gốc đều chứa YM2612 rời rạc và YM7101 VDP riêng biệt; chức năng của các chip này được tích hợp vào một ASIC tùy chỉnh duy nhất (FC1004) cho mô hình 2 và các phiên bản sau này.
Mặt sau của máy kiểu 1 có cổng đầu ra tần số vô tuyến (được thiết kế để sử dụng với hệ thống ăng-ten và cáp) và cổng DIN 8 chân chuyên dụng, cả hai đều cung cấp đầu ra video và âm thanh. Cả hai đầu ra đều tạo ra âm thanh đơn âm; giắc cắm tai nghe ở mặt trước tạo ra âm thanh nổi. Trên mô hình 2, cổng DIN, cổng xuất tần số vô tuyến và giắc cắm tai nghe được thay thế bằng cổng mini-DIN 9 chân ở mặt sau cho ra video tổng hợp, âm thanh RGB, âm thanh nổi và công tắc RF tiêu chuẩn. Các máy kiểu 1 trước đó có cổng mở rộng 9 chân, mặc dù cổng này đã bị loại bỏ trong các đợt sản xuất sau này. Một đầu nối cạnh ở phía dưới bên phải của máy có thể được kết nối với thiết bị ngoại vi.

### Thiết bị ngoại vi

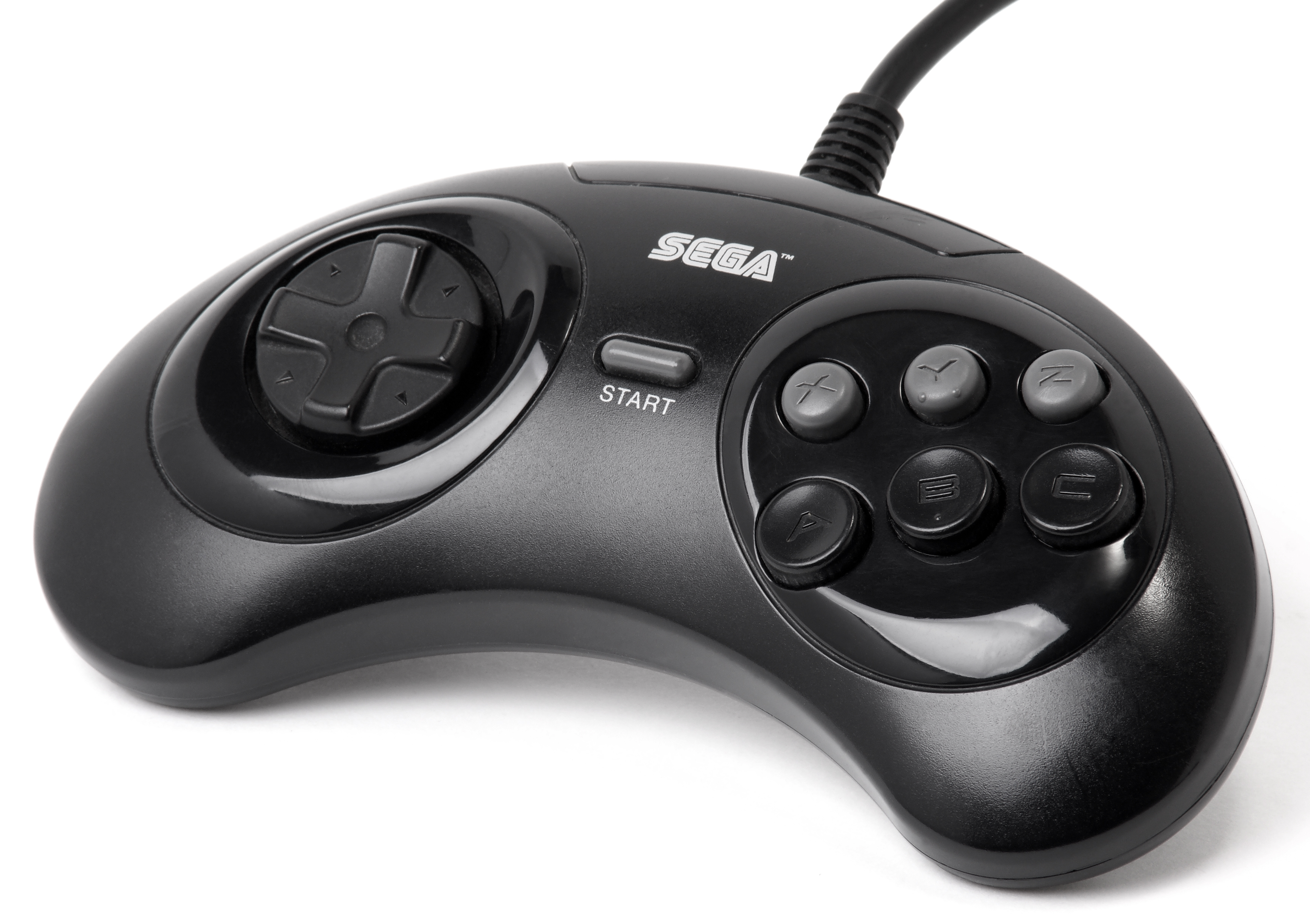
Bộ điều khiển sáu nút Genesis

Bộ tay cầm điều khiển tiêu chuẩn có hình dạng tròn, một phím điều hướng, ba nút chính và nút "start". Năm 1993, Sega phát hành một miếng đệm nhỏ hơn một chút với ba nút mặt bổ sung, tương tự như thiết kế của các nút trên một số game song đấu arcade phổ biến như Street Fighter II. Sega cũng phát hành một bản sửa đổi không dây của bộ điều khiển sáu nút, Remote Arcade Pad.
Hệ thống tương thích ngược với Master System. Thiết bị ngoại vi đầu tiên được phát hành, Power Base Converter (Master System Converter ở Châu Âu), cho phép chơi các game của Master System. Mô hình thứ hai, Master System Converter 2, chỉ được phát hành ở Châu Âu để sử dụng với Mega Drive II.
Các thiết bị ngoại vi khác đã được phát hành để thêm vào một số chức năng. Menacer là thiết bị ngoại vi súng ánh sáng hồng ngoại không dây được sử dụng với các trò chơi tương thích. Các bên thứ ba khác đã tạo ra các thiết bị ngoại vi cho light gun của Genesis, chẳng hạn như American Laser Games Pistol và Konami Justifier. Được phát hành cho phần mềm sáng tạo nghệ thuật, Sega Mega Mouse có ba nút và chỉ tương thích với một số trò chơi, chẳng hạn như Eye of the Beholder. Một cây gậy bọc xốp gọi là BatterUP và gậy đánh gôn TeeVGolf đã được phát hành cho cả Genesis và SNES.

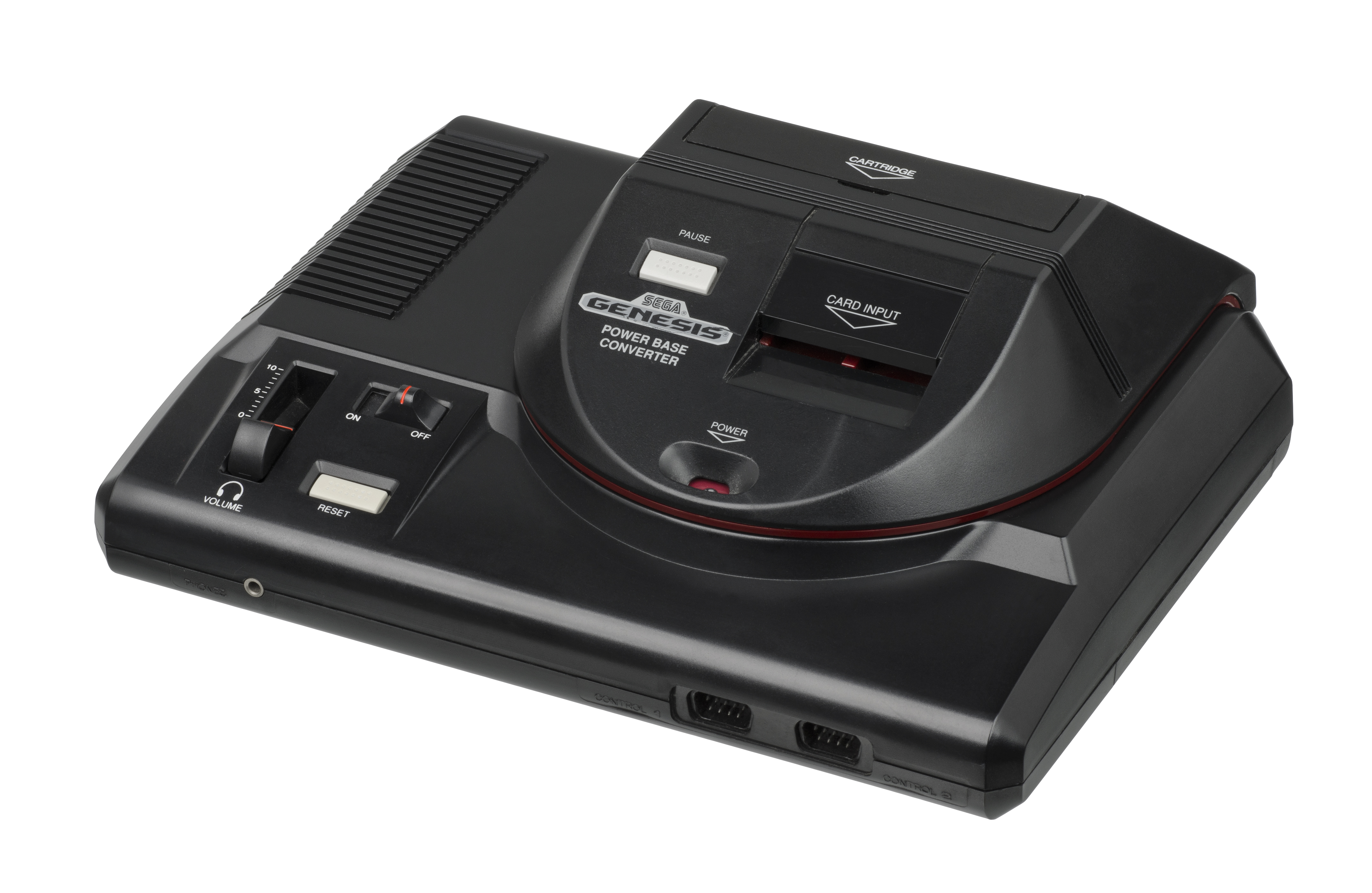
Sega Power Base Converter trên Genesis mẫu 1

Vào tháng 11 năm 1993, Sega phát hành Sega Activator, một thiết bị hình bát giác nằm trên sàn phẳng và được thiết kế để chuyển các chuyển động vật lý của người chơi vào trò chơi. Một số trò chơi cấu hình cao, bao gồm Mortal Kombat và Street Fighter II: Special Champion Edition, đã được điều chỉnh để hỗ trợ thiết bị ngoại vi. Thiết bị này là một thất bại thương mại, chủ yếu là do độ chính xác và mức giá cao của nó. Biên tập viên Craig Harris của IGN đã xếp Sega Activator là bộ điều khiển trò chơi điện tử tồi tệ thứ ba từng được tạo ra.
Cả EA và Sega đều phát hành multitaps để cho phép nhiều người chơi có thể chơi cùng một lúc. Ban đầu, phiên bản của EA, 4 Way Play và bộ điều hợp của Sega, Team Player, chỉ hỗ trợ các trò chơi của mỗi nhà sản xuất. Đáp lại những lời phàn nàn, Sega đã công khai tuyên bố: "Chúng tôi đã làm việc chăm chỉ để giải quyết vấn đề này kể từ khi chúng tôi biết về nó" và một Team Player mới sẽ hoạt động với tất cả các trò chơi multitap sẽ sớm được phát hành. Các trò chơi sau này được tạo ra để hoạt động trên cả 4 Way Play và Team Player. Codemasters cũng đã phát triển hệ thống J-Cart, cung cấp thêm hai cổng trên chính hộp băng, mặc dù công nghệ này xuất hiện muộn và chỉ được giới thiệu trên một số trò chơi. Sega dự định phát hành thiết bị ngoại vi vô lăng vào năm 1994, và phiên bản Genesis của Virtua Racing được quảng cáo là "tương thích với vô lăng", nhưng thiết bị ngoại vi đã bị hủy bỏ.

### Dịch vụ mạng

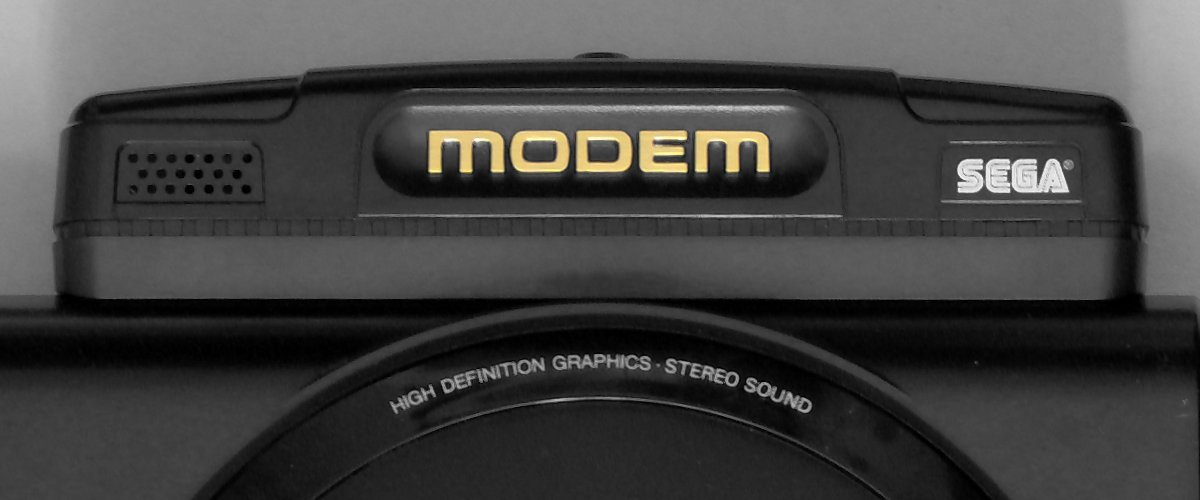
Thiết bị ngoại vi Sega Mega Modem, cho phép truy cập vào dịch vụ Sega Meganet

Trong lần đầu tiên lấn sân sang lĩnh vực chơi game trực tuyến, Sega đã tạo ra Sega Meganet, ra mắt tại Nhật Bản vào ngày 3 tháng 11 năm 1990. Hoạt động thông qua một hộp băng và một thiết bị ngoại vi được gọi là "Mega Modem ", cho phép người chơi Mega Drive chơi tổng cộng 17 trò chơi trực tuyến. Một phiên bản Bắc Mỹ, có tên là "Tele-Genesis", đã được công bố nhưng không bao giờ được phát hành, mặc dù một phiên bản đã được vận hành ở Brazil bắt đầu từ năm 1995.  Một hệ thống dựa trên điện thoại khác, Mega Anser, đã biến Mega Drive của Nhật Bản thành một thiết bị đầu cuối ngân hàng trực tuyến.
Năm 1994, Sega thành lập Sega Channel, một hệ thống phân phối trò chơi sử dụng dịch vụ truyền hình cáp Time Warner Cable và TCI. Sử dụng một thiết bị ngoại vi đặc biệt, người chơi Genesis có thể tải từ thư viện 50 trò chơi mỗi tháng và các bản demo sắp phát hành. Trò chơi được tải xuống bộ nhớ trong và bị xóa khi tắt nguồn. Kênh Sega đạt 250.000 người đăng ký vào thời kỳ đỉnh cao và hoạt động cho đến ngày 31 tháng 7 năm 1998, sau thời điểm phát hành Sega Saturn..
Trong nỗ lực cạnh tranh với Sega, nhà phát triển bên thứ ba Catapult Entertainment đã tạo ra XBAND, một thiết bị ngoại vi cho phép người chơi Genesis tham gia vào thi đấu trực tuyến. Sử dụng dịch vụ điện thoại để chia sẻ dữ liệu, XBAND ban đầu được cung cấp tại năm thành phố ở Mỹ vào tháng 11 năm 1994. Năm sau đo, dịch vụ này được mở rộng cho SNES, và Catapult hợp tác với Blockbuster Video để tiếp thị dịch vụ, nhưng khi sự quan tâm đến dịch vụ này giảm dần, nó đã bị ngừng vào tháng 4 năm 1997..

## Thư viện trò chơi

Ảnh chụp màn hình trong trò chơi Sonic the Hedgehog, được chụp từ màn đầu tiên, Green Hill Zone

Thư viện Genesis ban đầu khá khiêm tốn, nhưng cuối cùng đã cố gắng phát triển để chứa nhiều trò chơi thu hút mọi đối tượng người chơi. Trò chơi được gói kèm ban đầu là Altered Beast, sau đó được thay thế bằng Sonic the Hedgehog vào năm 1991.  Những tác phẩm bán chạy nhất bao gồm Sonic the Hedgehog, phần tiếp theo của nó là Sonic the Hedgehog 2 và Disney's Aladdin. Trong quá trình phát triển cho hệ máy console, Sega Enterprises tập trung phát triển các game hành động, còn Sega of America được giao nhiệm vụ phát triển game thể thao. Một phần lớn sức hấp dẫn của thư viện Genesis trong suốt thời gian tồn tại là do trải nghiệm dựa trên trò chơi arcade, cũng như các trò khó hơn như Ecco the Dolphin và các trò chơi thể thao như Joe Montana Football.  So với đối thủ cạnh tranh, Sega đã quảng cáo cho khán giả lớn tuổi bằng cách tổ chức các trò chơi trưởng thành hơn, bao gồm cả phiên bản Mortal Kombat không bị kiểm duyệt.
Đáng chú ý, tựa game arcade đình đám Street Fighter II của Capcom ban đầu đã bỏ qua Genesis, thay vào đó chỉ được phát hành trên SNES. Tuy nhiên, khi Genesis tiếp tục phổ biến, Capcom cuối cùng đã chuyển một phiên bản của Street Fighter II sang, được gọi là Street Fighter II: Champion Edition, tiếp tục bán được hơn một triệu bản. Một trong những công ty bên thứ ba lớn nhất hỗ trợ Genesis từ rất sớm là Electronic Arts. Trip Hawkins, người sáng lập và sau đó là chủ tịch của EA, tin rằng tốc độ nhanh hơn của Genesis khiến nó phù hợp với các trò chơi thể thao hơn SNES và ghi nhận thành công của EA trên Genesis vì đã giúp thúc đẩy thương hiệu EA Sports. Một bom tấn khác của bên thứ ba là bản cập nhật của Mortal Kombat gốc. Mặc dù trò chơi arcade được phát hành đồng thời trên SNES và Genesis, hai bản chuyển thể này không giống nhau. Phiên bản SNES trông gần giống với game thùng hơn, nhưng phiên bản Genesis cho phép người chơi vượt qua kiểm duyệt, giúp nó trở nên phổ biến hơn. Năm 1997, Sega của Mỹ tuyên bố Genesis có tỷ lệ đính kèm phần mềm là 16 trò chơi được bán trên mỗi máy, gấp đôi so với SNES.

### Bộ xử lý Sega Virtua

Đồ họa do Bộ xử lý Sega Virtua tạo ra có thể so sánh với đồ họa của chip Super FX của Nintendo.

Super NES có thể có các chip tăng cường bên trong mỗi hộp băng để tạo ra đồ họa cao cấp hơn; ví dụ, Pilotwings (1990) chứa một bộ xử lý tín hiệu kỹ thuật số. Sau đó, chip Super FX được thiết kế để giảm tải các tác vụ kết xuất phức tạp từ CPU chính. Nó lần đầu tiên được sử dụng trong Star Fox (1993) cho ra các đa giác 3D thời gian thực, và Super Mario World 2: Yoshi's Island (1995) thể hiện khả năng xoay, mở rộng và kéo dài của các mảnh riêng lẻ và điều khiển các khu vực lớn của màn hình.
Sega đã tạo ra những hiệu ứng như vậy trên các nền tảng arcade của mình và điều chỉnh thông số cho phù hợp bằng cách phát triển Bộ xử lý Sega Virtua (SVP). Dựa trên lõi xử lý tín hiệu kỹ thuật số Samsung, con chip này cho phép Genesis hiển thị các đa giác trong thời gian thực và cung cấp một đơn vị "Axis Transformation" để xử lý việc mở rộng và xoay. Virtua Racing (1992) là trò chơi duy nhất được phát hành với chip này và là băng Genesis duy nhất có chip cải tiến, chạy ở tốc độ khung hình cao hơn và ổn định hơn đáng kể so với các trò chơi đa giác đầy trên SNES.  Con chip này đã làm tăng đáng kể chi phí của hộp băng, và ở mức giá 100 đô la Mỹ (20.854 đô la Mỹ vào năm 2022), Virtua Racing là hộp mực Genesis đắt nhất từng được sản xuất. Hai trò chơi khác, Virtua Fighter và Daytona USA, đã được lên kế hoạch cho chip SVP, nhưng thay vào đó đã được chuyển vào đội hình ra mắt của Saturn. Sega dự định bán chip SVP như một mô-đun nâng cấp riêng cho Genesis, nhưng nó đã bị hủy bỏ.

## Tiện ích bổ sung

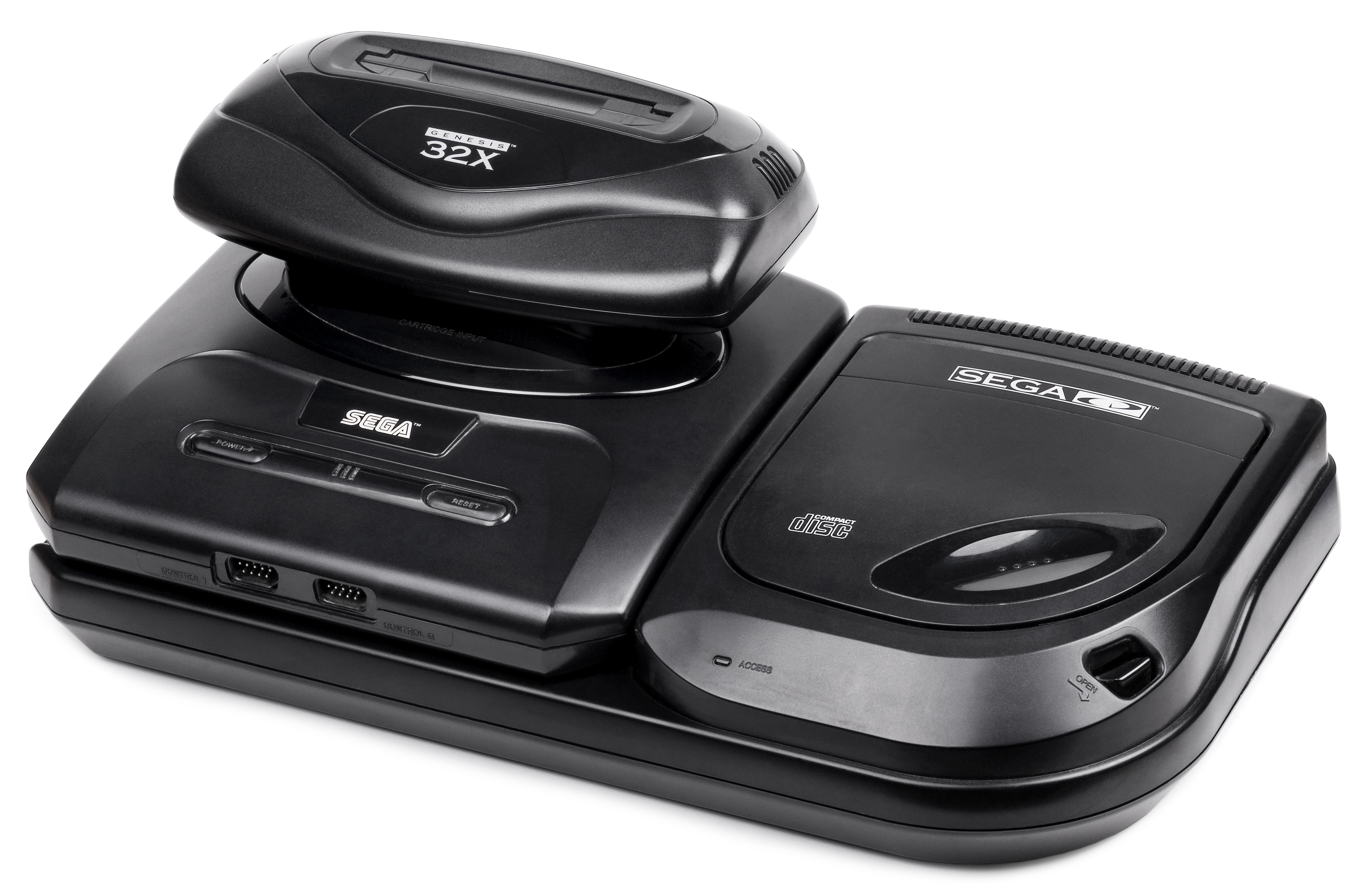
Genesis model 2 với các tiện ích bổ sung Sega CD 2 và 32X được đính kèm

Ngoài các phụ kiện như Power Base Converter, Genesis hỗ trợ hai tiện ích bổ sung hỗ trợ thư viện trò chơi của riêng chúng. Đầu tiên là Sega CD (được gọi là Mega-CD ở tất cả các khu vực ngoại trừ Bắc Mỹ), một thiết bị ngoại vi dựa trên đĩa CD có thể chơi thư viện trò chơi ở định dạng CD-ROM. Thứ hai là Sega 32X, một thiết bị ngoại vi 32-bit sử dụng hộp băng ROM và là một phần mềm chuyển tiếp cho các trò chơi Genesis. Sega đã sản xuất một dải nguồn tùy chỉnh để phù hợp với các bộ điều hợp AC lớn của thiết bị ngoại vi. Cả hai tiện ích bổ sung đã chính thức ngừng hoạt động vào năm 1996.

### Sega CD
Đến năm 1991, đĩa compact đã trở nên phổ biến như một thiết bị lưu trữ dữ liệu cho âm nhạc và phần mềm. PC và các công ty trò chơi điện tử đã bắt đầu sử dụng công nghệ này. NEC là công ty đầu tiên đưa công nghệ CD vào máy chơi trò chơi điện tử với việc phát hành tiện ích bổ sung TurboGrafx-CD và Nintendo cũng đang có kế hoạch phát triển thiết bị ngoại vi CD của riêng mình. Nhìn thấy cơ hội để giành lợi thế trước các đối thủ của mình, Sega đã hợp tác với JVC để phát triển tiện ích bổ sung CD-ROM cho Genesis. Sega ra mắt Mega-CD tại Nhật Bản  vào ngày 1 tháng 12 năm 1991, ban đầu được bán lẻ ở mức 49.800 JPY.  Phần bổ sung cho CD được ra mắt tại Bắc Mỹ vào ngày 15 tháng 10 năm 1992, với tên gọi Sega CD, với giá bán lẻ là US $ 299;  được phát hành ở Châu Âu dưới dạng Mega-CD vào năm 1993.  Ngoài việc mở rộng đáng kể kích thước tiềm năng của các trò chơi, đơn vị bổ sung này đã nâng cấp khả năng đồ họa và âm thanh bằng cách thêm bộ xử lý thứ hai, mạnh hơn, nhiều bộ nhớ hệ thống hơn cũng như tỷ lệ thu phóng và xoay chiều dựa trên phần cứng tương tự như trong các máy game thùng của Sega.   Nó cung cấp RAM lưu trữ được hỗ trợ bằng pin để cho phép các trò chơi lưu lại điểm số cao, cấu hình dữ liệu và tiến trình trò chơi.
Ngay sau khi ra mắt ở Bắc Mỹ, Sega bắt đầu xuất xưởng đĩa CD Sega đóng gói kèm Sewer Shark, một trò chơi video chuyển động đầy đủ - Full Motion Video (FMV) được phát triển bởi Digital Pictures, đối tác quan trọng của Sega. Để chào đón những lợi ích của không gian lưu trữ tương đối rộng lớn của CD, Sega và các nhà phát triển bên thứ ba của nó đã sản xuất một số trò chơi cho tiện ích bổ sung bao gồm video kỹ thuật số hoặc nội dung bổ sung, cũng như phát hành lại một số game dựa trên băng trò chơi với các bản nhạc độ trung thực cao. Năm 1993, Sega phát hành Sega CD 2, một phiên bản nhỏ hơn và nhẹ hơn của tiện ích bổ sung được thiết kế cho Genesis II, với mức giá thấp hơn so với bản gốc. Một số trò chơi giới hạn sau đó đã được phát triển để sử dụng cả Sega CD và Sega 32X add-on.
Mega-CD chỉ bán được 100.000 chiếc trong năm đầu tiên ra mắt tại Nhật Bản, thấp hơn nhiều so với kỳ vọng. Mặc dù nhiều người tiêu dùng đổ lỗi cho giá thành cao, nó cũng bị ảnh hưởng bởi một thư viện phần mềm nhỏ; chỉ có hai trò chơi có sẵn khi ra mắt. Một phần là do sự chậm trễ kéo dài trước khi Sega cung cấp bộ công cụ phát triển phần mềm của mình cho các nhà phát triển bên thứ ba.  Doanh số bán hàng cao hơn ở Bắc Mỹ và Châu Âu, mặc dù tính năng mới của các trò chơi có hỗ trợ FMV và CD nhanh chóng mất đi, vì nhiều trò chơi sau đó đã gặp phải những đánh giá thờ ơ hoặc tiêu cực. Năm 1995, Sega tuyên bố chuyển trọng tâm sang hệ máy mới, Saturn, và ngừng quảng cáo cho phần cứng của Genesis. Sega CD đã bán được 2,24   triệu máy trên toàn thế giới.

### Sega 32X
Với việc phát hành Saturn dự kiến vào năm 1995, Sega bắt đầu phát triển một điểm chốt chặn để thu hẹp khoảng cách giữa Genesis và Saturn, đóng vai trò là một bước đệm vào kỷ nguyên 32 bit ít tốn kém hơn. Tại Triển lãm Điện tử Tiêu dùng Mùa đông - Winter Consumer Electronics Show - vào tháng 1 năm 1994, trưởng bộ phận nghiên cứu và phát triển của Sega, Joe Miller, đã nhận điện thoại từ Nakayama, trong đó, Nakayama nhấn mạnh tầm quan trọng của việc phản hồi nhanh đối với Atari Jaguar. Một ý tưởng đến từ một khái niệm trong Sega Enterprises, "Project Jupiter", một máy chơi game độc lập mới.  Dự án Jupiter ban đầu được lên kế hoạch như một phiên bản mới của Genesis, với bảng màu được nâng cấp và chi phí thấp hơn Saturn, khả năng 3D giới hẹn nhờ tích hợp ý tưởng từ việc phát triển chip Sega Virtua Processor. Miller đề xuất một chiến lược thay thế, với lý do lo ngại về việc phát hành một hệ máy mới mà không có thông số kỹ thuật thiết kế trước đó chỉ trong vòng sáu đến chín tháng. Theo gợi ý từ Miller và nhóm của ông, Sega đã thiết kế 32X như một thiết bị ngoại vi cho Genesis sẵn có, mở rộng sức mạnh với hai bộ xử lý 32-bit SuperH -2. SH-2 được phát triển vào năm 1993 với tư cách là một liên doanh giữa Sega và công ty điện tử Nhật Bản Hitachi.  Vào cuối buổi triển lãm Điện tử Tiêu dùng, với thiết kế cơ bản của 32X, Sega Enterprises đã mời Sega of America hỗ trợ phát triển tiện ích bổ sung mới.
Mặc dù thiết bị mới là một hệ máy mạnh hơn đề xuất ban đầu, nó lại không tương thích với các trò chơi trên Saturn. Trước khi 32X có thể được tung ra, ngày phát hành của Saturn đã được công bố vào tháng 11 năm 1994 tại Nhật Bản, lại trùng với ngày ra mắt chiến lược của 32X ở Bắc Mỹ. Sega of America phải đối mặt với việc cố gắng tiếp thị 32X song song với việc phát hành Saturn tại Nhật Bản. Câu trả lời của họ là gọi 32X là "thiết bị chuyển tiếp" giữa Genesis và Saturn.  Điều này được chứng minh bởi tuyên bố của Sega rằng cả hai nền tảng sẽ chạy cùng một lúc và 32X sẽ hướng đến những người chơi không đủ khả năng mua máy Saturn vốn đắt tiền hơn.
32X được phát hành vào tháng 11 năm 1994, đúng vào kỳ nghỉ lễ. Nhu cầu của các nhà bán lẻ tăng cao và Sega không thể đáp ứng kịp đơn hàng. Hơn 1.000.000 đơn đặt hàng cho 32X, nhưng Sega chỉ có thể xuất xưởng 600.000 chiếc vào tháng 1 năm 1995.  Ra mắt với mức giá tương đương với Genesis, giá của 32X thấp hơn một nửa so với giá của Saturn khi ra mắt. Mặc dù định vị hệ máy này là phiên bản rẻ tiền hơn để chơi game 32-bit, Sega đã gặp khó khăn trong việc thuyết phục các nhà phát triển bên thứ ba tạo ra game cho hệ máy mới. Sau một thời gian đầu chạy trên thiết bị ngoại vi, tin tức sớm lan truyền đến công chúng về Sega Saturn sắp phát hành, sẽ không hỗ trợ các trò chơi của 32X. Saturn được phát hành vào ngày 11 tháng 5 năm 1995, sớm hơn 4 tháng so với ngày phát hành dự kiến ban đầu là ngày 2 tháng 9 năm 1995. Đến lượt mình, Saturn lại khiến các nhà phát triển tránh xa và tạo ra sự nghi ngờ về thư viện game của 32X, ngay cả khi Sega đảm bảo rằng sẽ có một số lượng lớn trò chơi được phát triển cho hệ máy. Đầu năm 1996, Sega thừa nhận rằng hãng đã hứa hẹn quá nhiều về 32X và quyết định ngừng sản xuất hệ thống này để tập trung vào Saturn. Giá của 32X giảm xuống còn 99 đô la và được bán hết ở mức 19,95 đô la.

## Các biến thể
Hơn một chục biến thể được cấp phép của Genesis / Mega Drive đã được phát hành. Ngoài các mô hình do Sega sản xuất, các mô hình thay thế được sản xuất bởi các công ty khác, chẳng hạn như Majesco Entertainment, AtGames, JVC, Pioneer Corporation, Amstrad và Aiwa. Một số bản sao giả của nó cũng đã được tạo ra trong suốt thời gian tồn tại.

### Mô hình của bên thứ nhất
| Sáng thế ký II            | Sega CDX    |
| Genesis (mô hình thứ hai) | Genesis CDX |
| Genesis Nomad             | TeraDrive   |
| Genesis Nomad             | TeraDrive   |

Vào năm 1993, Sega đã giới thiệu một phiên bản nhỏ hơn, nhẹ hơn của máy, được gọi là Mega Drive 2 ở Nhật Bản, Châu Âu và Úc  và chỉ đơn giản được bán dưới tên Genesis (không có tiền tố Sega) ở Bắc Mỹ. Phiên bản này loại bỏ giắc cắm tai nghe ở phía trước, thay thế giắc cắm A / V-Out bằng một phiên bản nhỏ hơn, hỗ trợ âm thanh nổi và cung cấp một bo mạch chủ đơn giản hơn, ít tốn kém hơn, yêu cầu ít điện năng hơn.
Sega đã phát hành Genesis / Sega CD bán di động kết hợp được gọi là Genesis CDX (được tiếp thị là Multi-Mega ở châu Âu). Máy này được bán lẻ với giá 399,95 đô la ở Mỹ  (cao hơn khoảng 100 đô la so với các Genesis và Sega CD riêng lẻ cộng lại, vì Sega CD đã giảm giá xuống còn 229 đô la nửa năm trước ) và được tặng kèm với Sonic CD, Sega Classics Arcade Collection, và phiên bản Sega CD của Ecco the Dolphin. CDX có một màn hình LCD nhỏ, khi thiết bị được sử dụng để phát CD âm thanh, nó sẽ hiển thị bản nhạc hiện tại đang được phát. Với tính năng này và cấu trúc nhẹ (chỉ nặng 2 pound), Sega đã tiếp thị nó một phần như một đầu phát CD di động.
Cuối kỷ nguyên 16-bit, Sega đã phát hành một phiên bản Genesis cầm tay được gọi là Genesis Nomad. Thiết kế của nó dựa trên Mega Jet, một thiết bị di động Mega Drive đặc trưng trên các chuyến bay trên máy bay ở Nhật Bản. Là sản phẩm kế thừa duy nhất của Game Gear, Nomad hoạt động trên 6 pin AA, hiển thị đồ họa trên màn hình LCD 3,25 inch (8,25 mm). Nomad hỗ trợ toàn bộ thư viện Genesis, nhưng không thể được sử dụng với Sega 32X, Sega CD hoặc Power Base Converter.

Dành riêng cho thị trường Nhật Bản là TeraDrive, một Mega Drive kết hợp với một máy tính tương thích IBM PC. Sega cũng sản xuất ba bảng mạch arcade dựa trên Mega Drive: System C-2, MegaTech và MegaPlay, hỗ trợ khoảng 80 trò chơi kết hợp.  

### Mô hình của bên thứ ba
| Wondermega               | Wondermega 2              | Amstrad Mega PC     |
| Wondermega (mô hình JVC) | Wondermega 2              | Amstrad Mega PC     |
| Majesco's Genesis 3      | Điểm lửa Sega của AtGames | Pioneer LaserActive |
| Genesis 3                | Firecore                  | LaserActive         |

Làm việc với Sega Enterprises, JVC đã phát hành Wondermega vào ngày 1 tháng 4 năm 1992, tại Nhật Bản. Hệ máy này sau đó được thiết kế lại bởi JVC và phát hành với tên gọi X'Eye ở Bắc Mỹ vào tháng 9 năm 1994. Được thiết kế bởi JVC để trở thành sự kết hợp giữa Genesis và Sega CD cho ra âm thanh chất lượng cao, nhưng mức giá cao của Wondermega ($ 500 khi ra mắt ) đã khiến nó vượt quá tầm tay của người dùng bình thường. Điều này cũng đúng với Pioneer LaserActive, yêu cầu một tiện ích bổ sung được gọi là gói Mega-LD, được phát triển bởi Sega, để chơi các trò chơi của Genesis và Sega CD. Mặc dù LaserActive là để cạnh tranh với 3DO Interactive Multiplayer, giá kết hợp của hệ máy và gói Mega-LD đã khiến nó trở thành một lựa chọn cực kỳ đắt đỏ đối với người chơi. Aiwa đã phát hành CSD-GM1, một máy Genesis / Sega CD kết hợp được tích hợp vào một boombox. Một số công ty đã thêm Mega Drive vào máy tính cá nhân, bắt chước thiết kế của TeraDrive của Sega; chúng bao gồm các mẫu MSX AX-330 và AX-990, được phân phối ở Kuwait và Yemen, và Amstrad Mega PC, được phân phối ở châu Âu và Úc.
Sau khi Genesis bị ngừng sản xuất, Majesco Entertainment đã phát hành Genesis 3 dưới dạng phiên bản phù hợp túi tiền vào năm 1998. Điều tương tự đã xảy ra ở Bồ Đào Nha, nơi Ecofilmes, nhà phân phối của Sega tại quốc gia này, đã có được giấy phép bán Mega Game II. Phiên bản này giống với mô hình thứ hai của bên thứ nhất, đáng chú ý là nó có bộ tay cầm điều khiển sáu nút và nút chuyển để luân phiên giữa các khu vực trò chơi khác nhau, cho phép phiên bản này chơi tất cả các trò chơi mà không cần bất kỳ thiết bị hoặc sửa đổi nào để bỏ qua khóa khu vực. Vào năm 2009, AtGames bắt đầu sản xuất hai biến thể mới: Firecore, có thể chơi các hộp băng Genesis gốc cũng như các trò chơi được tải sẵn và một máy chơi game cầm tay được tải trước 20 trò chơi Genesis. Các công ty như Radica Games đã phát hành nhiều bộ sưu tập trò chơi khác nhau của Genesis và Mega Drive trong các gói " plug-and-play " giống như bộ điều khiển của hệ máy.

### Phát hành lại và giả lập
Một số trình giả lập Genesis và Mega Drive đã được sản xuất, bao gồm GenEM, KGen, Genecyst, VGen, St0rm, và Gens.  Dịch vụ chơi game đăng ký trước GameTap bao gồm trình giả lập Genesis và có sẵn vài chục trò chơi được cấp phép. Dịch vụ chơi game đăng ký trước Console Classix bao gồm một trình giả lập và có hàng trăm trò chơi trong danh mục.
Tổng hợp các trò chơi của Genesis đã được phát hành cho các máy chơi game khác. Bao gồm Sonic Mega Collection và Sonic Gems Collection cho PS2, Xbox và Nintendo GameCube; Sega Genesis Collection cho PS2 và PSP; và Sonic's Ultimate Genesis Collection (được gọi là Sega Mega Drive Ultimate Collection phiên bản PAL) cho PlayStation 3 và Xbox 360.
Trong bài phát biểu quan trọng của mình tại Hội nghị các nhà phát triển trò chơi - Game Developers Conference năm 2006, chủ tịch Nintendo Satoru Iwata thông báo Sega sẽ cung cấp một số trò chơi Genesis / Mega Drive để tải xuống trên Virtual Console của Wii. Có một số trò chơi Genesis được chọn sẵn trên Xbox 360 thông qua Xbox Live Arcade, chẳng hạn như Sonic the Hedgehog và Sonic 2, cũng như các trò chơi có sẵn qua PlayStation Network  và Steam.

### Những bản phát hành sau đó
Vào ngày 22 tháng 5 năm 2006, công ty ở Bắc Mỹ Super Fighter Team đã phát hành Beggar Prince, một trò chơi được dịch từ nguyên bản tiếng Trung năm 1996. Nó được phát hành trên toàn thế giới và là bản phát hành game Genesis thương mại đầu tiên ở Bắc Mỹ kể từ năm 1998. Super Fighter Team sau đó tiếp tục phát hành thêm hai trò chơi, Legend of Wukong và Star Odyssey.  Vào tháng 12 năm 2010, WaterMelon, một công ty của Mỹ, đã phát hành Pier Solar and the Great Architects, trò chơi điện tử nhập vai thương mại đầu tiên được phát triển đặc biệt cho hệ máy console kể từ năm 1996, và là trò chơi 16 bit lớn nhất từng được sản xuất với 64 Mb. Pier Solar là trò chơi dựa trên hộp băng duy nhất có thể tùy chọn sử dụng đĩa Sega CD để phát nhạc nền và đĩa có hiệu ứng âm thanh nâng cao. Năm 2013, lập trình viên độc lập Future Driver, lấy cảm hứng từ bộ phim Wreck-It Ralph của Disney, đã phát triển Fix-It Felix Jr. cho Genesis. Vào năm 2017, công ty Mega Cat Games của Mỹ đã phát hành Coffee Crisis, một Beat 'em up, cho Sega Genesis.
Vào ngày 5 tháng 12 năm 2007, Tectoy đã phát hành phiên bản di động của Genesis / Mega Drive với 20 trò chơi được tích hợp sẵn. Một phiên bản được gọi là "Mega Drive Guitar Idol" đi kèm với hai Joypads sáu nút và tay cầm điều khiển hình cây đàn guitar với năm nút phím đàn. Trò chơi Guitar Idol có sự kết hợp của các bài hát Brazil và quốc tế. Hệ máy có 87 trò chơi cài sẵn, bao gồm một số trò chơi từ Electronic Arts dựa trên phiên bản điện thoại di động. Có thông báo rằng Tectoy đã phát triển một máy Genesis mới không chỉ trông gần giống với mẫu Genesis gốc mà còn có khe cắm băng truyền thống và đầu đọc thẻ SD, dự kiến phát hành vào tháng 6 năm 2017.
Năm 2009, công ty AtGames của Trung Quốc đã sản xuất một hệ máy tương thích với Genesis / Mega Drive, Firecore. Nó có khe cắm băng trên cùng và bao gồm hai bộ tay cầm điều khiển tương tự như bộ tay cầm điều khiển sáu nút cho nguyên mẫu Genesis. Máy có 15 trò chơi được tích hợp sẵn và không khóc khu vực, cho phép các băng có thể chạy bất kể khu vực.  AtGames đã sản xuất một phiên bản cầm tay của máy. Cả hai máy đều đã được phát hành tại Châu Âu do công ty Blaze Europe phân phối.
Vào năm 2018, Sega đã công bố một microconsole, Genesis / Mega Drive Mini. Máy bao gồm 40 trò chơi như Gunstar Heroes và Castlevania: Bloodlines, với các trò chơi khác nhau cho các khu vực khác nhau và chức năng lưu game bất kỳ. Nhà soạn nhạc Yuzo Koshiro của Streets of Rage soạn phần nhạc trong menu. Máy được phát hành vào ngày 19 tháng 9 năm 2019.

## Tiếp nhận
Đánh giá về Genesis vào năm 1995, Game Players lưu ý rằng sự cạnh tranh của nó với Super NES bị lệch về mặt thể loại, trong đó Genesis có các trò chơi thể thao vượt trội, và các game nhập vai siêu hạng của Super NES. Nhận xét rằng phần cứng của Genesis đã cũ và thiếu thốn phần mềm mới, họ khuyến nghị người dùng nên mua hệ máy thế hệ tiếp theo hoặc Genesis Nomad để thay thế, nhưng cũng khuyên những người đã sở hữu Genesis không nên bán nó.  Trong một đánh giá cuối năm 1997, một nhóm năm biên tập viên Electronic Gaming Monthly đã cho Genesis điểm số là 4.5, 5.0, 4.0, 4.5 và 7.5 - đối với cả năm biên tập viên, điểm thấp nhất trong năm hệ máy đều đánh giá được vấn đề. Trong khi những lời chỉ trích chính là thiếu các bản phát hành trò chơi mới và phần cứng cũ kỹ, họ cũng đồng tình rằng Genesis rõ ràng thua kém Super NES về khả năng đồ họa, chip âm thanh và thư viện trò chơi. John Ricciardi đặc biệt coi Genesis được đánh giá quá cao, nói rằng ông luôn thấy thích thú hơn ở cả Super NES và TurboGrafx-16, trong khi Dan Hsu và Crispin Boyer đề xuất nó dựa trên việc lựa chọn các tựa game kinh điển và giá trị cao về mặt đáng-tiền của sáu trò chơi đi kèm Sega cung cấp vào thời điểm đó.

## Di sản
Genesis thường được xếp nằm trong số những máy chơi trò chơi điện tử tốt nhất. Vào năm 2009, IGN gọi nó là máy chơi trò chơi điện tử tốt thứ năm, trích dẫn lợi thế trong các trò chơi thể thao và phiên bản gia đình tốt hơn của Mortal Kombat, và ca ngợi "thứ mà một số người coi là bộ tay cầm điều khiển vĩ đại nhất từng được tạo ra: sáu nút". Năm 2007, GameTrailers đặt tên cho Genesis là máy chơi game tốt thứ sáu mọi thời đại trong danh sách mười máy chơi game hàng đầu "để lại dấu ấn trong lịch sử chơi game", ghi nhận những trò chơi tuyệt vời và bộ tay cầm điều khiển vững chắc của nó, và viết nên "những ngày vinh quang" của Sonic the Hedgehog. Vào tháng 1 năm 2008, chuyên mục công nghệ Don Reisinger tuyên bố Genesis "đã tạo ra cuộc chiến console dữ dội nhất cho đến nay", trích dẫn Sonic the Hedgehog, các trò chơi thể thao vượt trội và khả năng tương thích ngược với Sega Master System. Vào năm 2008, GamingExcellence đã xếp hạng nó đứng thứ sáu trong số 10 máy chơi game tốt nhất "người ta thực sự có thể nhìn thấy Genesis đã đánh dấu mốc cho những game mà nó đã có."  Đồng thời, GameDaily đánh giá máy hạng 9/10 do những trò chơi đáng nhớ.
Vào năm 2014, Jeremy Parish của USgamer đã viết, "Nếu thế hệ Atari giới thiệu trò chơi điện tử như một mốt ngắn ngủi của thập niên 70... và thế hệ NES biến nó thành một nỗi ám ảnh lâu dài đối với giới trẻ, Sega's Genesis bắt đầu đẩy việc này lên đến một thứ gì đó giống với sự vĩ đại của nó ", giải thích rằng hệ máy này đóng vai trò là" vườn ươm quan trọng cho nhượng quyền thể thao hiện đại", được sản xuất "hệ máy thực sự mang tính quốc tế" bằng cách cung cấp cho các bên thứ ba ở phương Tây trước đây, gây ra bất lợi bởi các chính sách cấp phép hạn chế của Nintendo với một giải pháp thay thế có lợi hơn, đã tạo ra "dịch vụ đăng ký trực tuyến trước" báo trước sự hiện diện của "PlayStation Plus sớm hơn tới 15 năm" với Sega Channel và" đóng một vai trò quan trọng trong việc đảm bảo sức sống và tương lai của ngành công nghiệp game bằng cách phá vỡ thế độc quyền gần của Nintendo đối với nước Mỹ và đánh thức nước Anh về giá trị của video game ".
Về phần mình, Kalinske nhấn mạnh vai trò của Sega trong việc phát triển trò chơi dành cho những người lớn tuổi hơn và đi tiên phong trong "khái niệm 'street day'" với việc phát hành đồng thời Sonic the Hedgehog 2 ở Bắc Mỹ và Châu Âu.  John Sczepaniak của Retro Gamer lưu ý, "Đó là một hệ máy mà sức hấp dẫn được sinh ra không chỉ từ phần cứng và trò chơi, mà còn là những thông cáo báo chí, những lập luận trên sân chơi, khí hậu và cả nền tảng chính trị thời đó."  Chiến dịch tiếp thị của Sega of America cho Genesis có sức ảnh hưởng rộng rãi đến hoạt động tiếp thị trong các thế hệ máy chơi game tiếp theo.